# Manolo Chinato
Manuel Muñoz Sánchez (Puerto de Béjar, 31 de diciembre de 1952), más conocido como Manolo Chinato, es un poeta español natural de Puerto de Béjar, aunque dice sentirse extremeño. Sus poesías tratan principalmente temas bucólicos, sentimentales y sociales y parte de su obra ha sido publicada en un libro titulado Amor, rebeldía, libertad y sangre. Es conocido por haber colaborado con varios grupos de rock, como Extremoduro, Platero y Tú, Inconscientes, La Fuga o Marea.

## Biografía

### Poesía Básica
Véase Extrechinato y Tú, Poesía básica.
Extrechinato y Tú fue un proyecto con el que Roberto Iniesta, vocalista, guitarrista y líder de Extremoduro, quiso homenajear a Chinato grabando un disco con sus poemas. La relación entre ambos se remonta a 1989, y de hecho la letra de uno de sus más conocidos temas (Ama, ama, ama y ensancha el alma, del disco Deltoya) está inspirada en unos versos de Chinato, que él mismo recita en la grabación de estudio de dicho tema y en casi todas las giras de la banda desde entonces. De esta relación y la admiración que el propio  Robe siente por el poeta surge la idea de grabar un disco con las poesías de Manolillo.
El proyecto, ideado en 1996 durante la gira del disco Agila de los extremeños, vio la luz en 2001 bajo el título de Poesía básica, y llegó a disco de oro unos meses después. Desde el primer momento contaron con la colaboración de Iñaki "Uoho" Antón, entonces guitarrista de Extremoduro y Platero y Tú; y Adolfo "Fito" Cabrales, vocalista y guitarrista por entonces de Fito & Fitipaldis y Platero y Tú. Además de sus respectivas guitarras, Uoho grabó el bajo de cada tema y produjo el conjunto, mientras que Fito compartió las labores de vocalista con Robe y aportó tres composiciones propias. Para la grabación se contó también con miembros de Extremoduro y Platero y Tú (José Ignacio Cantera y Jesús García Castilla respectivamente, quienes compartieron labores de batería) y Fito & Fitipaldis (José Alberto Batiz a la guitarra, Javier Alzola al saxo y Gino Pavone en percusiones), así como diversos músicos del ámbito de estos grupos.
El álbum consta de 9 cortes de rock melódico y elaborado, con una identidad claramente distinta de la de las bandas de los miembros implicados y fuertemente marcada por los versos del poeta. Estos son recitados por él mismo (aunque en el tema "Tres Puertas" es Robe el que recita), y cantados por Robe y Fito en la mayoría de ocasiones, con distintas formas de alternancia. El disco se cierra con un décimo corte (llamado "Manolillo Chinato") en el que las grabaciones del poeta recitando cada letra del disco se superponen en cuatro voces simultáneas, a modo de despedida de este inusual proyecto, cuya posible continuidad en sucesivos discos ha sido repetidamente negada por los implicados. 
Pocos meses después de la publicación de este álbum, Platero y Tú se disolvían y Fito y Uoho pasaban a dedicarse a sus propios grupos respectivos, quedando Chinato en la esfera de Extremoduro en sus colaboraciones posteriores, y recientemente, Uoho ha iniciado un nuevo grupo (Inconscientes) junto a otros miembros de Extremoduro, en cuya gira de presentación Manolo Chinato ha colaborado en cada concierto como invitado, unas veces ofreciendo un recital de apertura previo al concierto, y otras subiendo al escenario a interpretar con la banda varios temas de Poesía básica.

## Obra literaria
- Amor, rebeldía, libertad y sangre. Artes Gráficas Bretón, S.L. (2003)
- Poeta no quise ser (2016)

## Obra musical

### ConExtrechinato y Tú
- Poesía básica. DRO (2001)

### Colaboraciones
- Ama, ama, ama y ensancha el alma - Versión 2004 (Extremoduro), 2004.
- Como los trileros (Marea), 2004.
- Redentor (Azido Sulfúrico), 2006.
- Corazón de kinki (Aztor Sekundario), 2007.
- La ciudad de los vampiros (Kaxta), 2009.
- Hasta tus pies (Los Doxa), 2012
- Estiércol en la almohada (Los Doxa), 2012
- Pájaros de hierro (La Dama y Los Vagabundos), 2013.
- Asuntos Pendientes (Escándalo) 2015
- Bailando Salsa (Gálibo) 2009
- La Gota (Ovi Diaz) 2016
- Herrador(Proyecto Rock en las Aulas), 2016. Ver videoclip
- El rock de las Aulas] (Proyecto Rock en las Aulas), 2018. Ver videoclip